# Samsung Galaxy M54 5G
El Samsung Galaxy M54 5G es un teléfono inteligente de gama media fabricado por Samsung, parte de la serie Samsung Galaxy M. Fue anunciado el 22 de marzo de 2023.

## Características

### Hardware
El Galaxy M54 5G es un smartphone con factor de forma de tipo slate, cuyas dimensiones son 164,9 x 77,3 x 8,4 mm, pesando 199 gramos.
El dispositivo está equipado con conectividad GSM, HSPA, LTE y 5G, Wi-Fi de doble banda 802.11 a/b/g/n/ac con Wi-Fi Direct y soporte para hotspot, Bluetooth 5.3 con A2DP y LE, GPS con A-GPS, BeiDou, GALILEO, GLONASS y NavIC y NFC. Tiene un puerto USB-C 2.0.
Cuenta con una pantalla táctil capacitiva de 6,7 pulgadas de diagonal, tipo Super AMOLED Plus, esquinas redondeadas y resolución FHD+ de 1080×2400 píxeles. Admite una frecuencia de actualización de 120 Hz. Utiliza Gorilla Glass 5 como protección.
Tiene una batería de polímero de litio de 6000 mAh no extraíble por el usuario. Admite carga ultrarrápida de 25 W.
Su chipset es un Samsung Exynos 1380 con CPU de ocho núcleos (4 núcleos Cortex-A78 a 2,4 GHz y 4 núcleos Cortex-A55 a 2 GHz). Su memoria interna es de 128 o 256 GB ampliable con microSD hasta 1 TB, mientras que la memoria RAM es de 8 GB.

### Cámara
La cámara trasera tiene un sensor principal de 108 megapíxeles, con apertura f/1.8, un sensor ultra gran angular de 8 MP y un sensor macro de 2 MP, está equipada con autofoco PDAF, estabilización OIS, modo HDR y flash LED, capaz de grabar video 4K a 30 cuadros por segundo, y tiene una única cámara frontal de 32 MP con apertura f/2.2 y grabación de video en 4K@30 fps.

### Software
El sistema operativo utilizado es Android 13. Tiene la interfaz de usuario One UI 5.1.